# Lapovo
Lapovo (cyr. Лапово) – miasteczko w Serbii, w okręgu szumadijskim, siedziba gminy Lapovo. W 2011 roku liczyło 7143 mieszkańców.